# غل دشت (أصفهان)
غل دشت (بالفارسية: گل‌دشت) هي مدينة تقع في إيران في البلدة المركزية. يقدر عدد سكانها بـ 22,693 نسمة .